# Ideopsis iza
Ideopsis iza är en fjärilsart som beskrevs av Hans Fruhstorfer 1898. Ideopsis iza ingår i släktet Ideopsis och familjen praktfjärilar. Inga underarter finns listade i Catalogue of Life.